# 以色列独立宣言

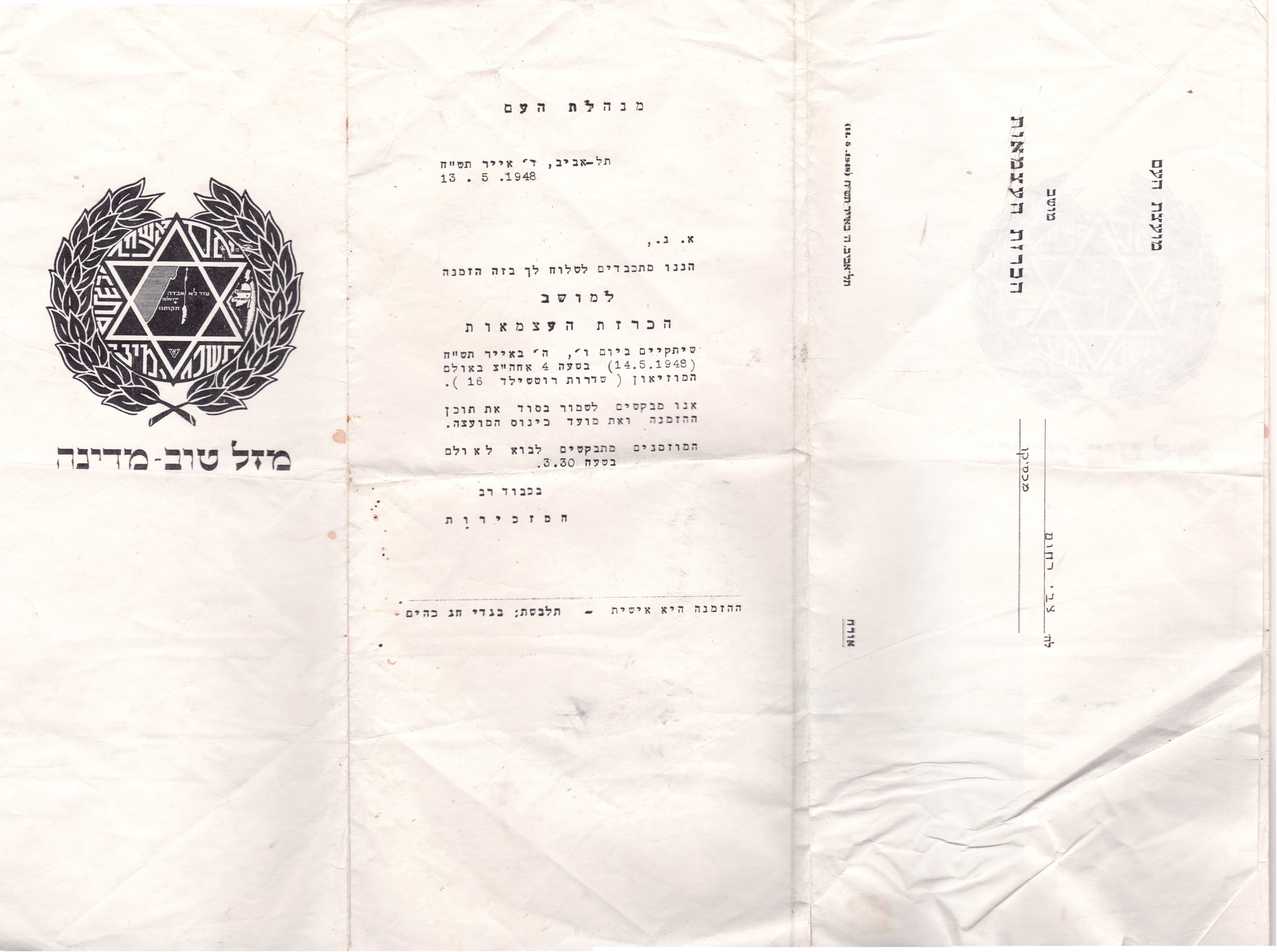
以色列独立宣言集会邀请函，要求与会者保密

《以色列独立宣言》（羅馬化：Hak°råzat haʿAṣ°måʾẇt，「独立宣言」或，「独立书卷」），正式名称《以色列国建国宣言》（羅馬化：Hak°råzåh ʿal Hăqåmat M°diynat Yiś°råʾel），于1948年5月14日（希伯来历5708年以珥月5日）英国對巴勒斯坦地區託管期的最後一日通过，是新犹太民族国家以色列正式成立的官方文件。该地区於1920年開始由英国管治，历史上曾经是以色列王国、犹大王国和羅馬帝國犹太行省的所在地。
每年以色列人據希伯来历纪念該事件，将该日作为国庆日並稱作独立日。而巴勒斯坦人将每年的5月15日称为灾难日（羅馬化：Yaw°m ʾal°Nak°baẗ），因几十万巴勒斯坦人於以色列独立後因戰亂逃離及被犹太組織赶出家园之故。以色列国曾被稱为是“第三犹太国”，第一犹太国指被新巴比伦王国摧毁圣殿以前的犹大王國，第二犹太国指被罗马帝国第二次摧毁圣殿以前的国家。

## 历史背景
1948年5月14日，在特拉维夫的艺术博物馆，犹太全国议会集会宣读了《以色列国獨立宣言》并得到一致通过。1948年5月15日清晨零時，英国終止對巴勒斯坦地區的託管。
在1947年11月29日，冰岛代表主持联合国大会且通过成立以色列国的联合国大会181号决议。5月12日，犹太全国议会召开，决定是接受美国的休战协议，还是宣布成立以色列国，最终以六比四票通过成立以色列国的决议。以色列国在宣布後的11分钟，即獲美国在事实上承认，法律上的承認則在次年1月31日。三日後苏联也正式承认以色列國。但许多国家反对，尤其是阿拉伯国家，他们认为新的以色列国侵佔了阿拉伯土地。
宣言先以阐述联合国决议的形式开头，然后解释建国原因，宣称犹太人和国家独立的权利，最后阐明新国家的性质和组成。

## 内容

### 中文大意
以色列国独立宣言
犹太民族是在以色列地形成的。在这片土地上，犹太民族的精神、宗教和民族特性得到了塑造；在这片土地上，犹太民族曾过着自由而独立的生活；在这片土地上，犹太民族创造了一种具有民族和世界意义的文化，并把永恒的《圣经》奉献给了世界。
在被暴力驱逐出以色列故土后，流散到世界各地的犹太人对故土忠心耿耿，始终不渝地希望返回故土，在那里重新获得政治自由，从没有为此停止过祈祷。
基于这一历史和传统联系，世世代代的犹太人为加强他们与古老家园的联系一直奋斗不息。在最近的几代人中，他们大批地返回以色列故土。
无论是作为拓荒者和保卫者的老兵，还是作为突破封锁的新抵达者，这些犹太人使荒地变成了良田，复活了希伯来语，兴建了城市与村庄，并创建了一个具有自身经济、文化的不断发展的社会。他们希望和平，但也做好了保卫自身的准备。他们为该地区所有居民带来了进步的佳音，并决心获得政治上的独立。
在西奥多·赫茨尔建立犹太国思想鼓舞下，第一届犹太复国主义者代表大会于犹太历5657年（公元1897年）召开，并公开宣布：犹太民族具有在自己的国土上恢复自己国家的权利。
这一权利为1917年11月2日的《贝尔福宣言》所承认，后来又为国联的委任统治所肯定。而委任统治就是对犹太民族与以色列故土的历史联系，以及对犹太民族有权在那里重建民族之家要求给予的国际承认。
在我们这个时代发生的导致欧洲几百万犹太人惨遭杀害的大屠杀再一次表明，为解决犹太民族无家可归和缺乏主权这一问题，有必要重新建立一个犹太人的国家。这个犹太人的国家将对所有犹太人敞开大门，并且确保犹太民族在国际大家庭中享有平等的地位。
尽管面对种种艰难困苦和危险，在可怕的纳粹大屠杀中幸存下来的欧洲犹太人，与其他国家中的犹太人一道，从未放弃回归以色列故土的努力，从未放弃在其民族土地上享有尊严、自由和诚实劳动、生活的权利。
在第二次世界大战期间，以色列故土的犹太人全力以赴，参加了爱好自由人民反对罪恶纳粹势力的斗争。他们以自己战士的鲜血，以自己对战争胜利的贡献，赢得了创立联合国诸民族一员的权利。
1947年11月29日，联合国大会通过了一项要求在以色列故土建立一个犹太人国家的决议，并号召这一地区的人民主动采取一切必要措施来贯彻这项决议。联合国对犹太民族建立自己国家合法权利的承认是不容改变的。
像所有其他民族一样，在自己的主权国家里自己决定自己的命运是犹太民族的天然权利。
为此，我们，全国委员会的委员，代表以色列故土的犹太人民和犹太复国主义运动，在英国委任统治结束之日，在这里集会，根据我们天然的和历史的权利以及联合国大会决议，宣告在以色列故土上建立一个犹太人的国家---以色列国。
我们决定：从今天午夜，犹太历5708年以珥月六日，即 1948年5月15日零时委任统治结束之时起到根据宪法产生的国家机关接管政权为止（不迟于1948年10月1日），全国委员会将行使国家临时委员会的职权，它的执行机关——全国行政委员会将行使犹太人国家临时政府的职权。这一犹太人国家取名为以色列国。
以色列国将向散居世界各国的犹太人敞开移居的大门，将全力促进国家的发展以造福所有的居民。
以色列国将按照以色列先知所憧憬的自由、正义与和平原则作为立国基础，将保证全体公民，不分宗教、信仰、种族和性别，享有最充分的社会和政治平等权，将保证宗教、信仰、语言、教育和文化的自由，将保证保护所有宗教的圣地，并将恪守联合国宪章的各项原则。
以色列国准备同联合国的专门机构和代表合作，履行1947年11月29日大会决议，并且为建立整个以色列地的经济一体化而努力。
我们请求联合国协助犹太民族建立他们的国家，并接纳以色列加入国际大家庭。
尽管几个月来我们一直遭到猛烈的攻击，我们仍号召生活在以色列地的阿拉伯居民起来维护和平，并在享有平等公民权利以及在各种临时和永久的国家机关中拥有相应代表权的基础上为国家的发展建设贡献出他们的力量。
我们向所有邻邦及其人民伸出和平、和睦、友邦之手，敦请他们与已经在自己故土上独立的犹太民族以互助精神合作。以色列国准备在为整个中东的进步而共同努力中作出自己的贡献。
我们号召散居在世界各国的犹太人团结在以色列的犹太人周围，协助我们完成移居和重建的使命，并同我们一道为实现世代以来的梦想——重振以色列——而奋斗。

怀着对以色列磐石的信念，我们在今天，在安息日的前夕，在犹太历5708年以珥月五日，即1948年5月14日，在祖国的土地上，在特拉维夫城，在国家临时委员会的这次会议上，为宣言签名作证。